# Södra Dundranstjärnen
Södra Dundranstjärnen är en sjö i Ljusdals kommun i Hälsingland och ingår i Ljusnans huvudavrinningsområde.